# Kroniki Riddicka
Kroniki Riddicka – film przygodowy z gatunku science fiction wyprodukowany przez Vina Diesela i wyreżyserowany przez Davida Twohy’ego w 2004 roku. Film stanowi kontynuację losów Richarda Riddicka z pierwszego filmu pt. Pitch Black. We wrześniu 2013 roku ukazał się kolejny film zatytułowany Riddick.

## Fabuła
Na wszechświat pada cień ze strony Nekromongerów i ich przywódcy Lorda Marshala (Colm Feore). Przemierzają oni wszechświat podbijając kolejne planety. Podbite ludy mają prosty wybór – przyłączyć się do Nekromanów, czyli przyjąć ich religię lub zginąć. Najeźdźcy opanowują kolejne układy planetarne. Ktoś wysyła list gończy za zbiegłym skazańcem, którym był Riddick (Vin Diesel). Zbieg porywa statek, na którego czele stoi Toombs. On i jeden z czteroosobowej załogi zostają pozostawieni sami sobie na U.V. System Planet 6. Tymczasem Riddick porywa statek Toombsa i odlatuje na planetę skąd pochodził list gończy- w układzie Heliona, czyli Helion Prime (Helion 1).
Na Helion 1 odnajduje kapłana któremu wcześniej pomógł i dowiaduje się, że dziewczyna którą chciał chronić znajduje się w więzieniu. Gdy nekromani napadają na helion 1, Riddickowi udaje się uciec z ich statku ale zostaje schwytany przez najemnika – Toombsa. Najemnik wywozi go do najbliższego więzienia o potrójnym zaostrzonym rygorze, czyli do Krematorii. W więzieniu odnajduje tę, której szukał – Jack. Następnie razem z Jack i innymi próbują uciec z Krematorii. Gdy udaje im się dojść do hangaru spotykają na swojej drodze nekromanów. Uprowadzają oni Kirę [Jack] a Riddick prawie umiera na słońcu w temperaturze prawie 700 stopni. Ratuje go jeden z nekromantów i mówi, że także jest Furianinem.
Riddick dostaje się na ich statek i próbuje uratować Kirę, lecz ona mówi że jest jedną z nich. Riddick walczy z lordem Marshalem. W trakcie walki pomaga mu Kira, która zostaje zabita przez lorda. Ostatecznie Riddick pokonuje lorda Marshala i ma zostać nowym przywódcą Nekromanów. Żegna się z Kirą, która umierając mówi mu, że zawsze była po jego stronie.